# Rafael Adam i Baiges
Rafael Adam i Baiges (Valls, Alt Camp, 1886 - Barcelona, 1952) fou un compositor català.
Gairebé tota la seva vida va transcórrer a Barcelona, i va estrenar moltes de les seves obres en diferents teatres del Paral·lel barceloní. La seva obra més famosa és el fado Blanquita (1918), que el va fer molt popular la cèlebre artista Blanquita Suárez. Es va casar amb la ballarina Ascension Garcia, anomenada "La Bilbaina", amb la qual va tenir dues filles: Josefa i Antònia.

## Obres seleccionades
- La Hija de un Muezín (1920)
- La Mistinguett
- La Promesa yo quiero ser torero
- Cazalla, tango de la sarsuela La Reina del Barrio Chino 1927
- Una tarde de mayo (pasdoble)(1927)
- La Ramilletera (1912)[1]
- La Regina, sardana amb lletra de Lusinyan i Bilitis[2]